# 新・夏の魔球
『新・夏の魔球』（しん・なつのまきゅう）は2006年に全労済ホールスペース・ゼロで初演された舞台作品。

## あらすじ
甲子園球場の老グランドキーパー・フジムラエイジを取材することになった新米スポーツ記者で「トラ番」（タイガース担当記者）の長女のミノル。タイガース狂の父エイジの姿にイライラがつのり、後輩でもある「巨人番」エガワに追い抜かれて焦る日々。そんな時、亡き母フミオのスケッチブックを画家留学中のユタカから手に入れる。そこにあったのは父の過去と情熱的な素顔だった。そして、ミノルはエイジの友人たちから驚くべき真実が知らされる。

## キャスト
- フジムラ エイジ：ほっしゃん。
- フジムラ ミノル／フミオ：宮地真緒
- フジムラ ユタカ：山本早織
- シンジョー：白川裕二郎
- ヨシダ：積圭祐
- エガワ：納見佳容
- エモト：迫田孝也
- ヤギ：和風シャーク
- テーラー：東出典子
- カズシゲくん：コバヤシ
- コバヤシくん：斉藤ゆき
- カケフ：迫英雄
- タブチ：腹筋善之介
- マユミちゃん：桑原由夏
- カメヤマ：長田典之
- ミコシバ：加藤厚志
- マツヌマ：田実陽子
- タオ：奥田史香
- ヤザワ：坂本泰久
- ワカマツ：川島広輝
- キヌガサ：遠矢敬宏
- アリトウ：関絵里子
- オオイシ：佐治彩子
- タカシロ：梅原梨江
- カガワ：谷川今日子
- マキたん：朝倉千賀
- カマモトさん：アフリカン寺越

## スタッフ
- 作・演出・照明デザイン：大塚雅史
- 照明操作：西崎浩造(エスエフシー)
- 音響：田上篤志(atSound)
- 舞台監督：中村貴彦
- 演出助手：すぎやまゆう
- 衣裳：大牛みどり
- ダンス振付：桑原由夏
- ヘアメイク：おかもと技粧
- 舞台装置：C-COM
- プロデュース：迫英雄
- 協力：吉本興業など
- 特別協賛：ゼスプリインターナショナルジャパン株式会社